# パンチング

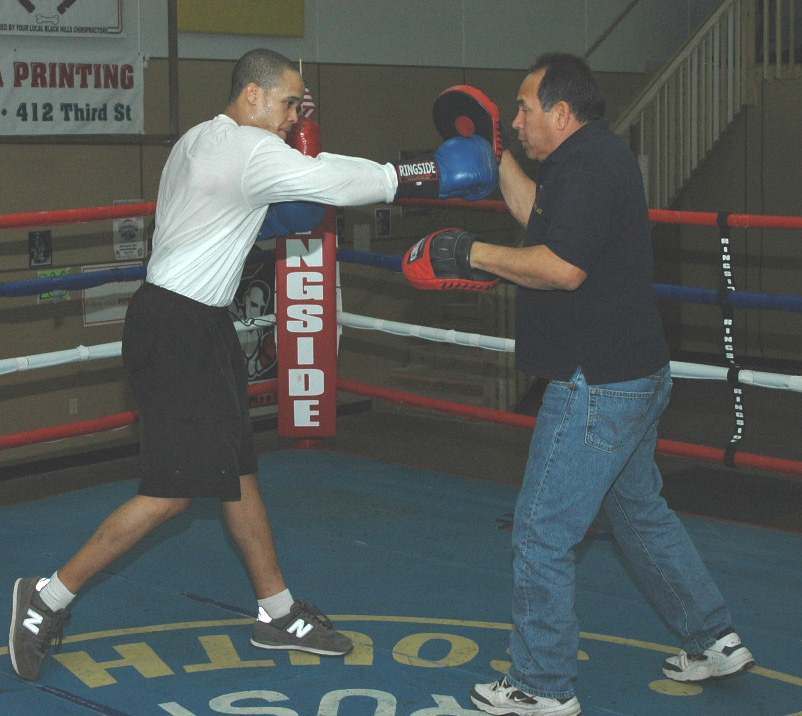
ボクシングにおけるパンチの一例（ストレート）。

パンチング（Punching）またはパンチ（Punch）は、拳を握って対象物を殴打することである。格闘技で用いられる打撃技の一種である。拳、拳技、拳術、ブロー、フィスト、ナックルとも呼ばれる。

## 概要
手の指を握り、拳にした状態で、腕を前方に突き出したり、上下左右のいずれかの方向から振り回したりして拳を相手の体にぶつけることによって、殴打によるダメージを与える技。
格闘技において「打撃技」に区分され、その中の「殴打技（手技）」に分類される。手技には腕を前方に出す「突き技」と、腕を振り回すようにして繰り出す「打ち技」があるが、パンチは両方の繰り出し方がある。手刀打ちや貫手などの拳を握らない殴打技はオープンブローと呼ばれ、パンチとは区別される。
頭部や、こめかみなどの急所を狙えばKOや致命傷などの大ダメージを与えることも可能であるが、当て方、当てる位置、タイミングなどにより、自らの手を負傷させてしまうリスクもある。
パンチは多くの格闘技と武術に取り入られており、様々な名称で使用されている。また、パンチの打ち方も多く存在し、派生技も多い。

## ボクシング

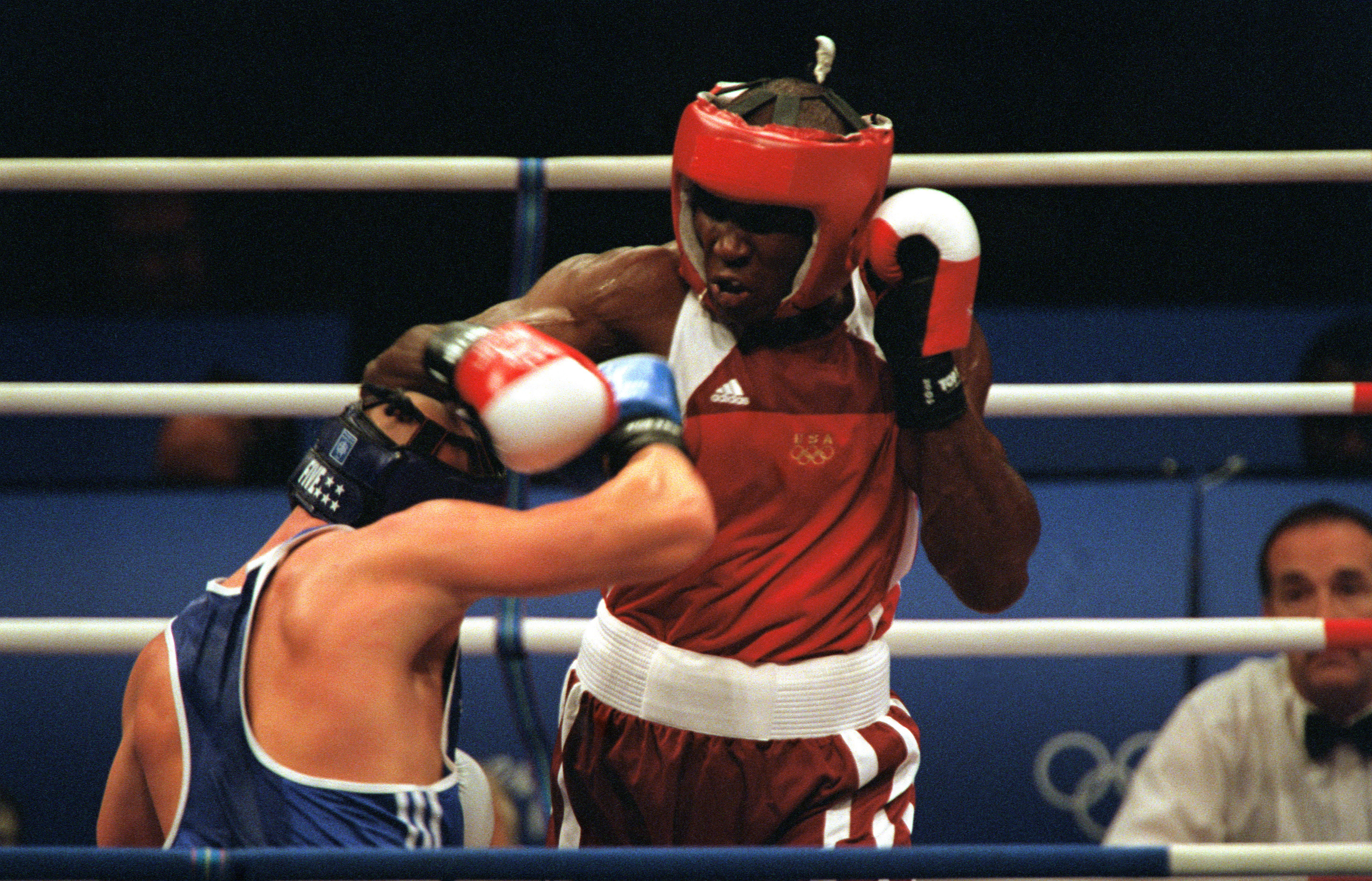
ボクシングにおけるフック。

パンチのみで格闘する種目であるボクシングにおいては様々な種類のパンチが使用される。主に、直線的な動きを伴うストレート系と、曲線的な動きを伴うフック・アッパー系に大別されるが、同じ種類のパンチでも、力の入れ方や体重の動かし方、またはフォームやスピードが変わる事によって、全く異なった性質を持つことがある。代表的な例が、ジャブとストレートである。
ボクシングにおけるパンチは、連続攻撃を意識して体勢を崩さないこと、攻撃と同時にガードをすること、体重を拳に集中させること、標的に拳のエネルギーを伝えきること等を意識したフォームになっており、合理的な動きでパンチを形作るという傾向が強い。
パンチの種類として、腰の回転を使わず腕の瞬発力をもって放つものはジャブである。重心の移動や体の回転を伴い、主に利き腕を真っ直ぐに突き抜くものはストレートである。これらのパンチは、その軌道からストレート系と呼ばれる。また、ジャブに続けてストレートを放つものをワンツーパンチ、または単にワンツーと呼び、最も基本的かつ効果的なコンビネーションとして知られる。
横から水平に拳を当てるものはフックである。またフックより大きく弧を描くパンチをスイング。下から突き上げるように放つものはアッパーカットまたは単にアッパーと呼ばれている。アッパーとフックの中間で打たれるパンチにジャック・デンプシーが得意技としていたショベル・フック、ドノバン・ラドックが得意技としていたスマッシュがある。これらのパンチは、その軌道からフックアッパー系と呼ばれ、特に左フックは右ストレートと並び、KO率の高い強打である。
相手の頭部ではなく腹部を狙うものをボディブローと呼び、ボディストレート、ボディフック、ボディアッパーなどに分類される。また、ボディブローはハードパンチャーであればダウンを奪うことも可能であるが、通常は相手の動きを止めたり、スタミナを奪ったり、ガードを下げさせて顔面の防御を崩す戦法として使われることが多い。ボディブローのうち、相手のみぞおちを狙うものをストマックブロー、相手の肝臓付近を狙うものをレバーブロー（リバーブロー）と呼ぶ。

## 武道、武術

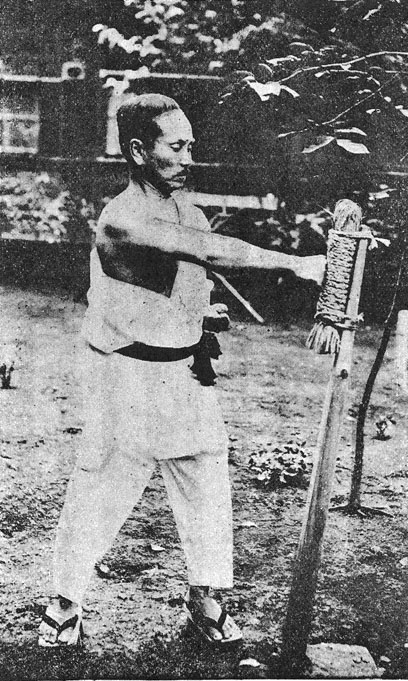
巻き藁に突きを打ち込む船越義珍。

武道、武術（主に空手道や拳法）においても使用される。プロレス、総合格闘技でも使用される場合がある。
- 正拳突き
- 裏拳打ち
- 鉄槌打ち
- 縦拳 - 日本拳法

## プロレス
プロレスにおいては独創的な派生技が多く存在する。プロレス独自のものが多く、他の格闘技でほとんど使用されない。ただ一部の技は総合格闘技などで使用される。
基本的にプロレスでは、国、団体にかかわらず、グローブを着けていても拳（こぶし）の部分での殴打は反則とされている。しかし、プロレスではレフェリーが5カウント数えるまでに技の使用をやめれば反則とはならないので、事実上は使用を認めている。ただし、大半のレスラーはプロレスの暗黙の了解に従い、本気で相手を殴りつけ致命傷を与えることはない。
日本以上に大半の選手が試合中パンチを使用するアメリカでは、「パンチの打ち方を見れば、そのレスラーの技量が分かる」とも言われており、「1,致命傷を与えず、ダメージのみを与える 2,自分の拳を割らない 3,相手にケガを負わせない」などが見極めるポイントとされている。

### 種類

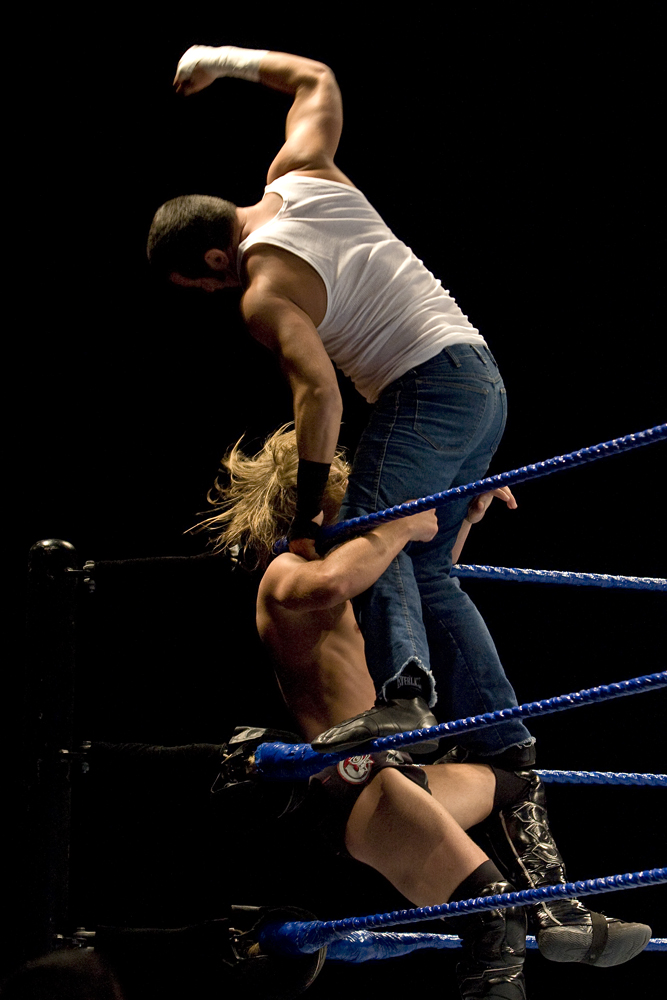
プロレスにおけるパンチ。

ナックル・パート
拳での殴打を避けるため、プロレスではナックル・パート（knuckle part）と呼ばれる派生技が生まれた。試合中では、後述のナックル・パンチとの違いは見分け辛いが、ナックル・パートとは、握り拳の曲げた指側、掌の下方の辺りで相手を殴打するものである。このナックル・パートを、ボクシングや武道で使用されるパンチングの技術を応用してプロレスの試合で使用する者も多い。テリー・ファンクが使い手として有名で、ジャブやストレートの形で織り交ぜて使用していた。
ナックル・パンチ
他の格闘技におけるパンチングと同様である。上記のナックル・パートと、このナックル・パンチの二つが、プロレスでは最も使用されており、どちらかを使う選手もいれば、一人のレスラーが、この二種類を使い分けている場合もある。天龍源一郎はグー・パンチの名称で使用していた（主にストレートやジャブ）。
ナックル・アロー
アントニオ猪木が使用していたパンチ。大きく弓を引くような独特のフォームで振りかぶった後、一気に相手を殴打する。ナックル・パートで使用するときとナックル・パンチで使用するときとがあった。通称「鉄拳制裁」。ちなみに、手を引き込む動作は、威力自体にはあまり関係無いとのこと。
オープン・ハンド・ブロー
元アマチュアボクサーの経歴を持っていたビッグバン・ベイダーが「プロレスの試合でも思い切り殴りたい」と考えてUWFインターナショナル時代に開発した技。握りこぶしを握って、腕と拳の境目付近、手首辺りで相手を殴打する技。フックのように横から腕を振り回すように繰り出す。頭部を狙うことが多く、相手は頭部を大きく振られる。左右の腕で交互に連続して繰り出すと強力。拳で殴打をしないため、反則を取られず、思い切り殴りつけることが可能である。上記のベイダーがベイダー・ハンマーの名称で使用。最近では森嶋猛がモリシー・ハンマーという名称で使用している。
ハンマー・ブロー
前屈みになっている相手の背面へ上方からパンチを振り下ろす。
ハンマー・パンチ
立っている相手の背面へ上方から振り下ろすようにパンチを放つ。グレート・アントニオやビッグ・ジョン・スタッドなどの巨漢レスラーが使用した。
ハート・パンチ
相手の片腕をロックしながら心臓部にパンチを放つ。オックス・ベーカー、スタン・スタージャック、ブライアン・アダムスなどが使用。この攻撃でベーカーは2度のリング禍を起こした。
ヘッドロック・パンチ
ヘッドロックを極めながら相手の頭頂部へパンチを繰り出す。この技を「鉄拳制裁」と呼ぶときもある。
ダブル・スレッジ・ハンマー
アメリカではダブル・アックス・ハンドルとも呼ばれ、上方で両手を組んで、そのまま振り下ろし、組んだ手の部分で相手を殴打する。トップロープから使用されるものはフライング・アックス・ハンドルとも呼称され、ランディ・サベージなどが得意とした。
ロシアン・フック
イゴール・ボブチャンチンが開発した技。打ち出す瞬間に、深く前に屈み、手の甲の部分を顔面に打ち付ける技である。これはボブチャンチンがロシア人（正確にはウクライナ人）であるためにこう呼ばれており、かつては「タックルに入られないパンチ」とも言われ、同じくロシア人（こちらも民族的にはウクライナ人）であるエメリヤーエンコ・ヒョードルも使用する。ただ、プロレスではあまり使用されない。
デス与座
齋藤彰俊が、お笑いコンビ「ホーム・チーム」の与座嘉秋から直接伝授されたという琉球空手仕込みの右ストレート。
ヴィーナス
CIMAのオリジナル技。コーナー上に相手を座らせ、助走をつけてジャンプしながら掌底を繰り出すものだが、稀にアッパー・カットを繰り出す。
ロー・ブロー
金的へのパンチ。致命傷を避けるため、腕パンチの形で繰り出すものが多い。
太鼓の乱れ打ち
タッグマッチで2人から3人で1人の相手に対してかける技。前屈みになった相手の周囲に並び、相手の背面を一斉に両手で小刻みに連続して叩く。太鼓を叩いているように見えることから命名。

## 当て勘
井上尚弥、那須川天心、朝倉未来らの強さの秘訣として「当て勘」が取り上げられている。
「当て勘」について元WBC世界ライトフライ級チャンピオンである木村悠は、「見えないパンチ」と表現し、山中慎介の「神の左」と呼ばれたパンチについて「左が武器と分かっていても、タイミングが分からないので気づいたら倒れていた」というエピソードを紹介している。井上尚弥の「当て勘」の原理については、「非常にコンパクトでタイミングが読みづらく、相手は気づかないうちにパンチをもらってしまう、いわゆる『ノーモーション』というものだ」と解説している。
元日本2階級制覇王者の黒田雅之は、井上の「当て勘」について「相手の呼吸をしっかり見て、打っていた」、「呼吸で、相手が来ないという感じがわかる。ここでいけば当たるとか」と解説している。
空手団体の禅道会は、「当て勘」に優れているところがボクサーの強さであると解説し、当てるための練習として相手の左に合わせるクロスカウンターを挙げている。

## 格闘技以外
- サッカー - ゴールキーパーが両手または片手の拳でボールを弾くこと。
- 船舶工学 - 波が船にぶつかり船全体が大きく揺れること。